# Dactyloscopidae
Dactyloscopidae é uma família de peixes da subordem Blennioidei.

## Géneros
- Dactylagnus
- Dactyloscopus
- Gillellus
- Heteristius
- Leurochilus
- Myxodagnus
- Platygillellus
- Sindoscopus
- Storrsia